# Piattaforma della Sonda

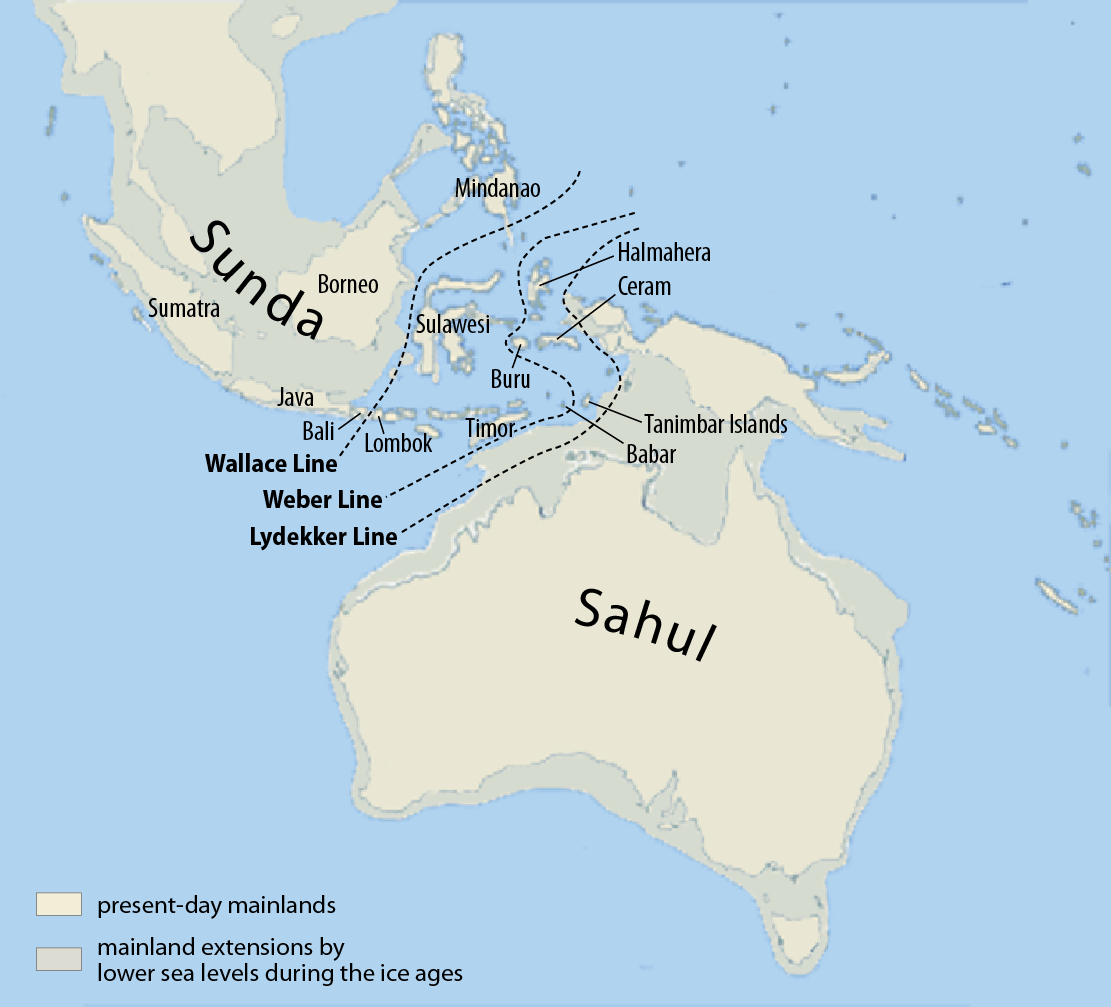
Le piattaforme della Sonda e di Sahul.

La piattaforma della Sonda è una piattaforma continentale che costituisce un prolungamento meridionale del Sud-est asiatico continentale. La maggior parte di essa è ricoperta da mari poco profondi - tra cui la parte meridionale del mar Cinese Meridionale, il golfo del Siam e il mar di Giava -, i cui fondali solo raramente si spingono al di sotto dei 100 m di profondità. Gran parte della superficie totale della piattaforma, che si estende su un'area di 1.800.000 km², è occupata dalle isole indonesiane di Borneo, Giava e Sumatra. La piattaforma è separata dalla piattaforma di Sahul (situata a sud-est) dalle vulcaniche (e vulcanicamente attive) Piccole Isole della Sonda e da una serie di fosse oceaniche. A ovest e a sud, i suoi confini sono ben definiti dalla fossa di Giava, una profonda zona di subduzione sismicamente attiva. Un forte terremoto nel 2004, con epicentro a ovest di Sumatra, generò un grosso tsunami che devastò le aree costiere della regione.
Un tempo tutta l'intera piattaforma era situata sopra il livello del mare. Lo testimoniano le tracce rimaste di una rete di corsi d'acqua, i cui antichi letti sono ancora evidenti nella parte settentrionale della piattaforma, nel bacino del mar Cinese Meridionale, e in quella orientale, dove vi era una rete di canali che scorrevano verso est nella depressione della Sonda e nella fossa di Flores. Il Borneo e alcune regioni di Giava, Sumatra, e le isole a esse associate costituiscono le sezioni metamorfiche erose della piattaforma rimaste sopra il livello del mare.
L'esistenza della piattaforma venne ipotizzata per la prima volta nel 1845 da G. W. Earl. La sua importanza economica crebbe dopo il 1950, quando iniziarono ad essere sfruttate le riserve di petrolio e di gas naturale presenti sotto il fondale marino, specialmente nei pressi del Brunei e ad est della Malesia.